# Багатоколючник африканський
Поліцентро́псис, або африка́нський багатоколю́чник (Polycentropsis abbreviata, англ. African leaffish, нім. Afrikanischer Vielstachler) — єдиний представник роду поліцентро́псис (Polycentropsis), з родини поліцентрових (Polycentridae).

## Поширення
Цей вид походить з водойм лісової зони Тропічної Західної Африки (Бенін, Нігерія, Камерун, Габон), він мешкає в басейнах річок Нігер, Огове та ін. Звичайною його домівкою є водойми з повільною течією або й зовсім стоячі, де ці рибки тримаються між корінням біля берегів або в інших схованках. Трапляються вони й у солонуватих водоймах, розташованих біля морського узбережжя.

## Форма
Африканські багатоколючники сягають максимум 8 см завдовжки. Вони мають коротке, високе, майже круглої форми тіло, сильно стиснуте з боків. Хвостове стебло дуже коротке. Велика голова вкрита лускою. Очі великі. Морда гостра, величезний, як на таких риб, рот сильно витягнутий уперед. Щелепи й ротова порожнина вкриті численними дрібними гострими зубами.
Зовні ці риби дуже схожі на свого американського родича — рибу-обрубка (лат. Polycentrus schomburgki), але трохи коротші за нього. Їх іноді навіть називають африканською рибою-обрубком.
Спинний і анальний плавці дуже високі і поділені на дві частини: передню твердопроменеву (з рідко розташованими променями-колючками) і задню з м'якими променями. Передні частини цих плавців є дуже виразними, риби постійно тримають їх в розправленому стані. Задні ж частини спинного й анального плавців, навпаки, мало помітні й до того ж дуже короткі. Грудні плавці мають форму трикутника, черевні сильно видовжені. Задній край хвостового плавця рівний. Спинний плавець має 15-17 твердих променів і 9-11 м'яких, анальний — відповідно 9-12 і 8-9.
Бічна лінія неповна.

## Забарвлення
Забарвлення африканських багатоколючників невиразне. Основний колір кавовий з темно-коричневим мармуруванням. Воно не є сталим і може змінюватись відповідно до оточуючих умов і настрою риб. На тілі бувають присутні охряні, зеленкуваті, блакитні, червонуваті відтінки. Луска має лиск. Від ока в напрямках рила, горла й початку спинного плавця променями йдуть темні смужки. Хвостовий, грудні та  задні частини спинного й анального плавців зовсім не забарвлені, прозорі. Через це риби здаються ніби обрубаними.

## Статеві відмінності
Самці й самки поліцентропсисів практично не відрізняються між собою. Статеві відмінності можна виявити лише в нерестовий період, коли черево в самки повнішає, а сама вона буває світлішою за самця.

## Спосіб життя
За способом життя це дрібні хижаки, що чудово пристосовуються до оточуючого середовища. Мінливе забарвлення допомагає лишатися їм непомітними. Завдяки цьому риби, причаївшись у схованці, ретельно чатують на свою здобич, а тоді у раптовому кидку хапають її.

## Утримання в акваріумах
Іноді африканських багатоколючників тримають в домашніх акваріумах. Для цього використовують просторі видові акваріуми із численними схованками, густими кущами рослин та рослинами, що плавають на поверхні. Часто акваріум декорують корчами, ті надають рибам додаткові схованки. Поліцентропсиси ведуть прихований спосіб життя й тому трапляються на очі не часто. Поводять себе територіально, сильно б'ються між собою, буває й до смерті. Свій агресивний характер вони виявляють і по відношенню до інших риб, а менших сусідів взагалі сприймають за здобич. Очевидно, що для спільного утримання з іншими видами багатоколючники не підходять.
Протягом дня вони практично не залишають своїх схованок і лише надвечір стають помітно активнішими. Рухи цих риб плавні, спокійні й повільні. Але хай це не вводить в оману, не слід забувати, що це виразні хижаки, у своїх схованках вони чатують на здобич.
До якості води вимог практично не виставляють. Параметри води рекомендуються такі: твердість 5-15°dH, показник pH6-7, температура 24-28 °C. Вид є теплолюбним, мінімально допустимою є температура 22 °C. Іноді рекомендується невеличкий додаток морської або кухонної солі (1 кавова ложка 10 л води).
Важливе місце в житті цих риб відіграє годівля. Їм потрібен виключно міцний живий корм: дрібні рибки (до 3 см завдовжки), пуголовки, дощові черв'яки та ін. Багатоколючники мають відмінний апетит, тому корму потрібно багато.

## Розведення
Нерест парний. Використовують просторі акваріуми місткістю щонайменше 80 л. Декорують їх так само, як і акваріум для утримання цих риб. Обов'язковою є наявність надійних схованок, що спасатимуть самку від переслідувань з боку агресивного самця, а також рослин з великим листям (близько 15 см у перетині), що плавають на поверхні. Таке листя використовується рибами як нерестовий субстрат. Вода потрібна м'яка, слабко кисла, з температурою в межах 26-30 °C. Освітлення має бути дуже слабким.
У нерестовий період забарвлення самця темнішає. У самки, коли вона готова до нересту, біля анального отвору з'являється яйцеклад.
Самець будує під листком рослини велике гніздо з піни, це сильно нагадує нерест лабіринтових риб. Періодично майбутній батько відволікається від своєї роботи, щоб позалицятися до самки.
Відкладаючи ікру, самка перевертається під гніздом черевом догори й відкладає за раз лише одну ікринку, її відразу запліднює самець. Так триває допоки самка не віднереститься повністю. Плідність цих риб становить 30-100 ікринок.
По закінченні нересту самець бере на себе турботу про потомство, він доглядатиме за ікрою та личинками. Самку краще забрати з нерестовища, аби вона не заважала тепер уже колишньому партнерові. Батько весь час тримається під гніздом, рухами грудних плавців він створює постійний приток свіжої води до ікринок. Він слідкує, щоб ікринки знаходились в оточенні бульбашок з піни.
Інкубаційний період триває 2-3 доби. Личинки, що вилупилися з ікри, спочатку висять під гніздом на тонесеньких ниточках, а згодом подають на дно. Самець попередньо готує тут для них спеціальну ямку в ґрунті. За 2-3 дні після вилуплення жовточні мішечки у личинок щезають, вони приймають горизонтальне положення, перетворюються на мальків і розпливаються, розпочинаючи самостійне життя. Їх довжина становить близько 2 мм, вони мають чорну голівку й чорну поперечну смужку на тілі. Батько їм більше не потрібен, і його забирають із нерестовища.
Тільки-но мальки попливуть, слід починати їх годувати. Вони дуже маленькі, слабкі і чутливі, часто гинуть, але відзначаються відмінним апетитом і потребують багато корму. Спочатку малькам пропонують тонкий живий пил, коловерток, нематодів. На п'ятий день вони бувають вже здатні їсти наупліусів циклопів та артемій. Ростуть доволі швидко. За два тижні вже сягають 5 мм завдовжки, причому зростання йде не стільки в довжину, скільки у висоту. Якщо спостерігається розшарування мальків за розміром, їх слід сортувати задля запобігання канібалізму.
Молодь тримається зграйками по 3-4 штуки під листочком або в інших схованках. Після 1 року рибки визрівають.